# Menarha
Menárha (gr. mên = mesec, archê = začetek) je prva menstruacija, do katere pride v prvih letih pubertete. Večina deklet dobi prvo menstruacijo med 11. in 16. letom. S prvo menstruacijo se lahko za dekle začne tudi obdobje plodnosti, vendar ob menarhi praviloma še ne pride do ovulacije. Reden ovulacijski ciklus se običajno začne šele po enem in pol ali dveh letih po menarhi.
Če nastopi pred 9. letom starosti, govorimo o zgodnji menarhi, po 16. letu pa o pozni menarhi. Čas nastopa je odvisen od etničnih, zemljepisnih, prehranskih in fizioloških dejavnikov. Od pojava prvih znakov pubertete (rast sramnih dlak in dojk) do menarhe povprečno mine 2,2–2,7 leta, a je lahko pri posameznicah to obdobje tudi krajše od enega leta ali celo daljše od 6 let. Še v 19. stoletju je bila povprečna starost deklet ob menarhi okoli 2 leti višja od današnje; prvi znatnejši premik k zgodnejši starosti se je zgodil okoli 1850 in od takrat se starost deklet, ki prvič dobijo mesečno perilo, z vsakim desetletjem manjša. 